# Kobeřice
Kobeřice (německy Köberwitz, dříve Köberwitz über Ratibor, polsky Kobierzyce) jsou obec  v okrese Opava v Moravskoslezském kraji. Leží ve Slezsku asi patnáct kilometrů severovýchodně od Opavy v průměrné nadmořské výšce 251 metrů. Severozápadní část katastru obce tvoří zároveň částečně hranici s Polskem. Žije zde přibližně 3 200 obyvatel.
Součástí obce jsou samoty Střední Dvůr (dříve Prostřední) a Padělky. Půda je využívána hlavně k zemědělským účelům. V severozápadní části katastru byl roku 1962 otevřen nový povrchový sádrovcový důl, který je jediným svého druhu v Česku. V roce 1920 byl v obci ještě zatopený čedičový důl a bažantnice.

## Historie
První písemná zmínka o obci pochází z roku 1183.
Na počátku roku 2000 měla obec 3 224 obyvatel, 784 popisných čísel, 717 obytných budov. Po připojení k Československu v roce 1920 měly Kobeřice 320 domů, 4 obchody a 2 hospodářské dvory.

## Obyvatelstvo
| Rok            | 1869  | 1880  | 1890  | 1900  | 1910  | 1921  | 1930  | 1950  | 1961  | 1970  | 1980  | 1991  | 2001  | 2011  | 2021  |
| -------------- | ----- | ----- | ----- | ----- | ----- | ----- | ----- | ----- | ----- | ----- | ----- | ----- | ----- | ----- | ----- |
| Počet obyvatel | 1 633 | 1 711 | 1 792 | 1 817 | 1 859 | 1 837 | 2 050 | 1 899 | 2 457 | 2 689 | 2 899 | 3 125 | 3 210 | 3 222 | 3 137 |
| Počet domů     | 253   | 265   | 279   | 273   | 286   | 320   | 375   | 428   | 479   | 502   | 584   | 699   | 712   | 754   | 805   |

## Obecní správa

### Členění obce
Obec tvoří jediná část obce Kobeřice a jediné katastrální území Kobeřice ve Slezsku.

### Obecní symboly
Znak a vlajka byly obci uděleny rozhodnutím předsedy Poslanecké sněmovny Parlamentu České republiky dne 5. května 1994.

## Pamětihodnosti
- Venkovská usedlost se špýcharem čp. 88/89
- Sýpky u domů čp. 9, 11, 211, 13, 18, 53 a 23

## Galerie

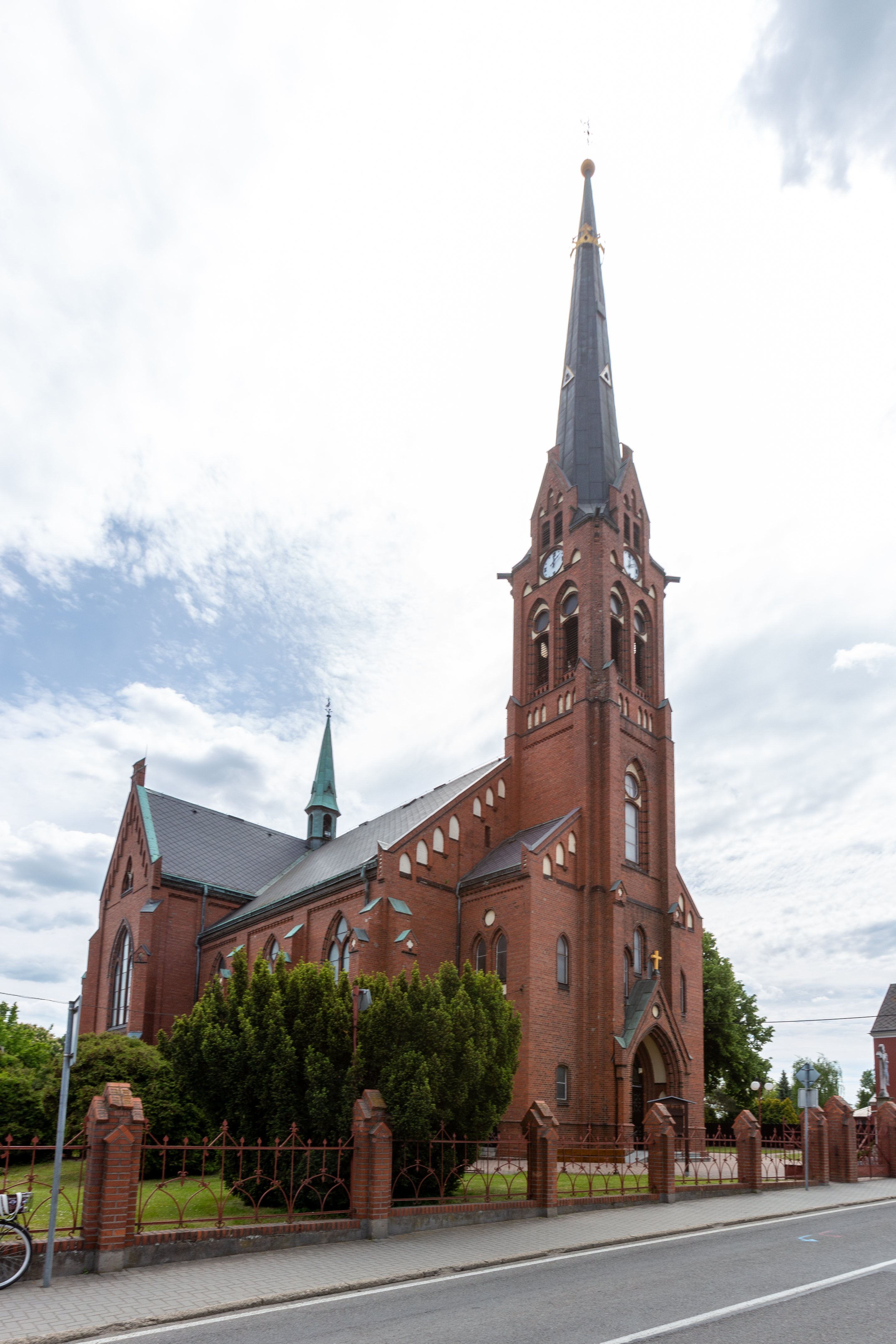
Novogotický kostel Panny Marie Nanebevzaté
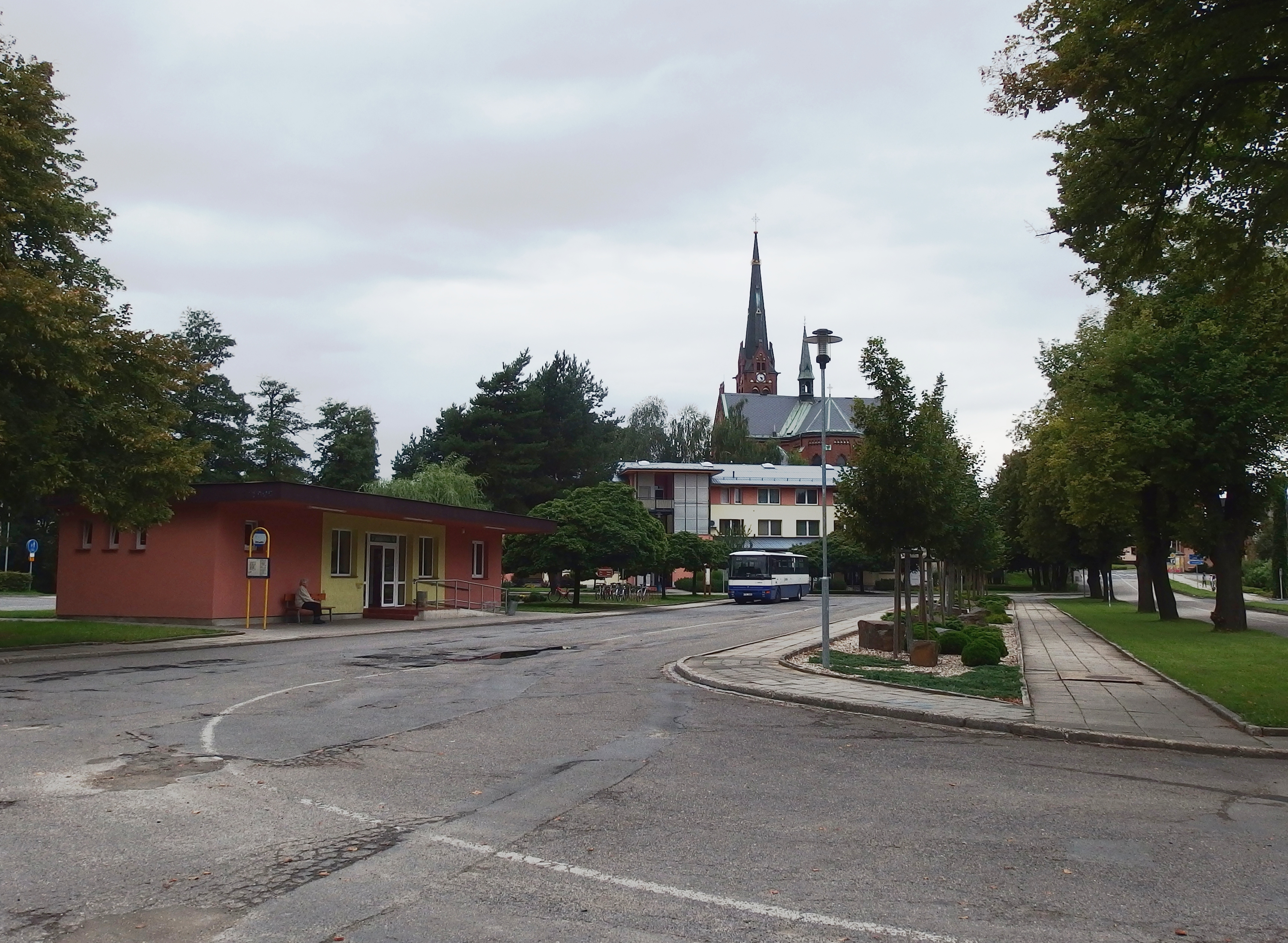
Autobusové nádraží
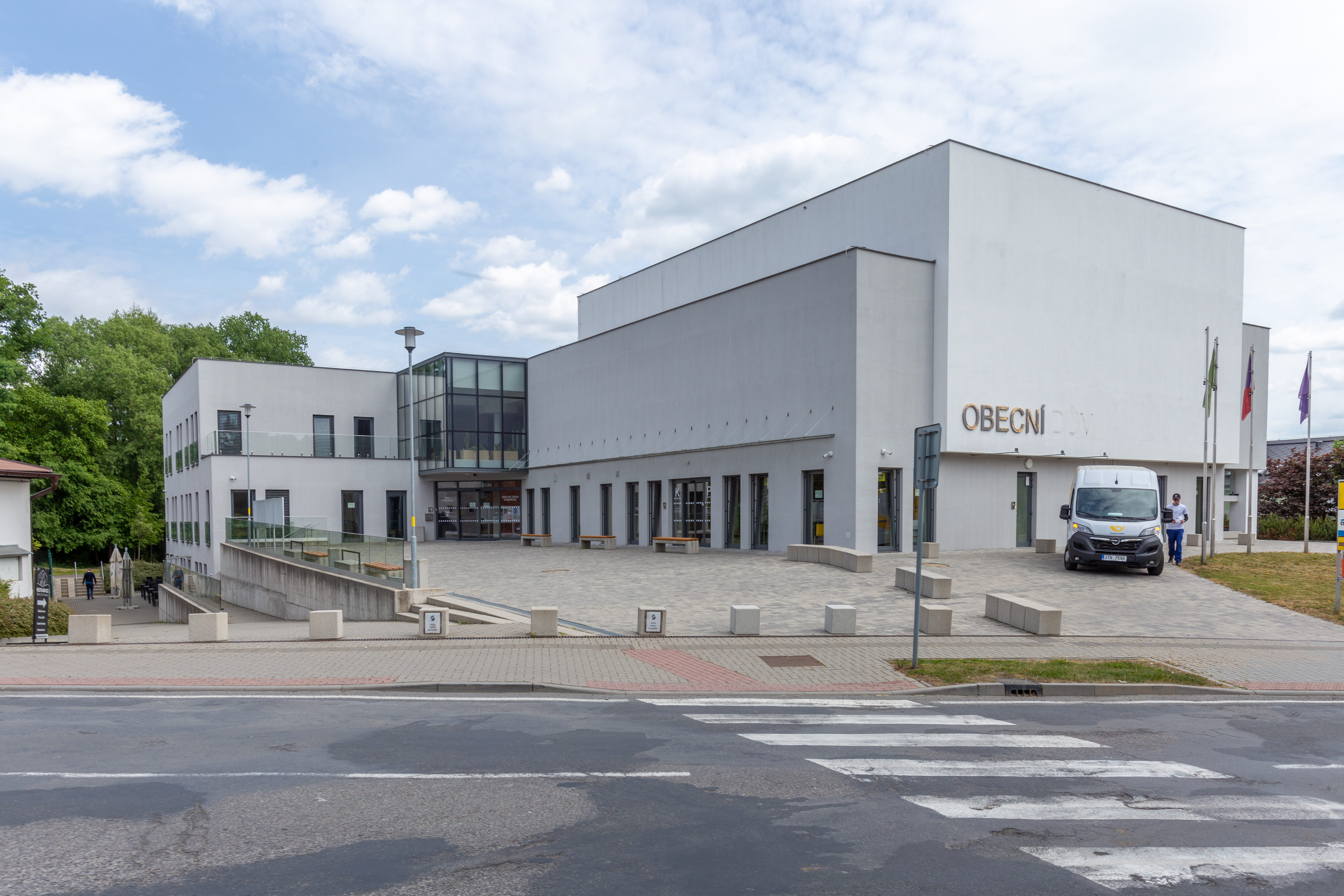
Obecní dům
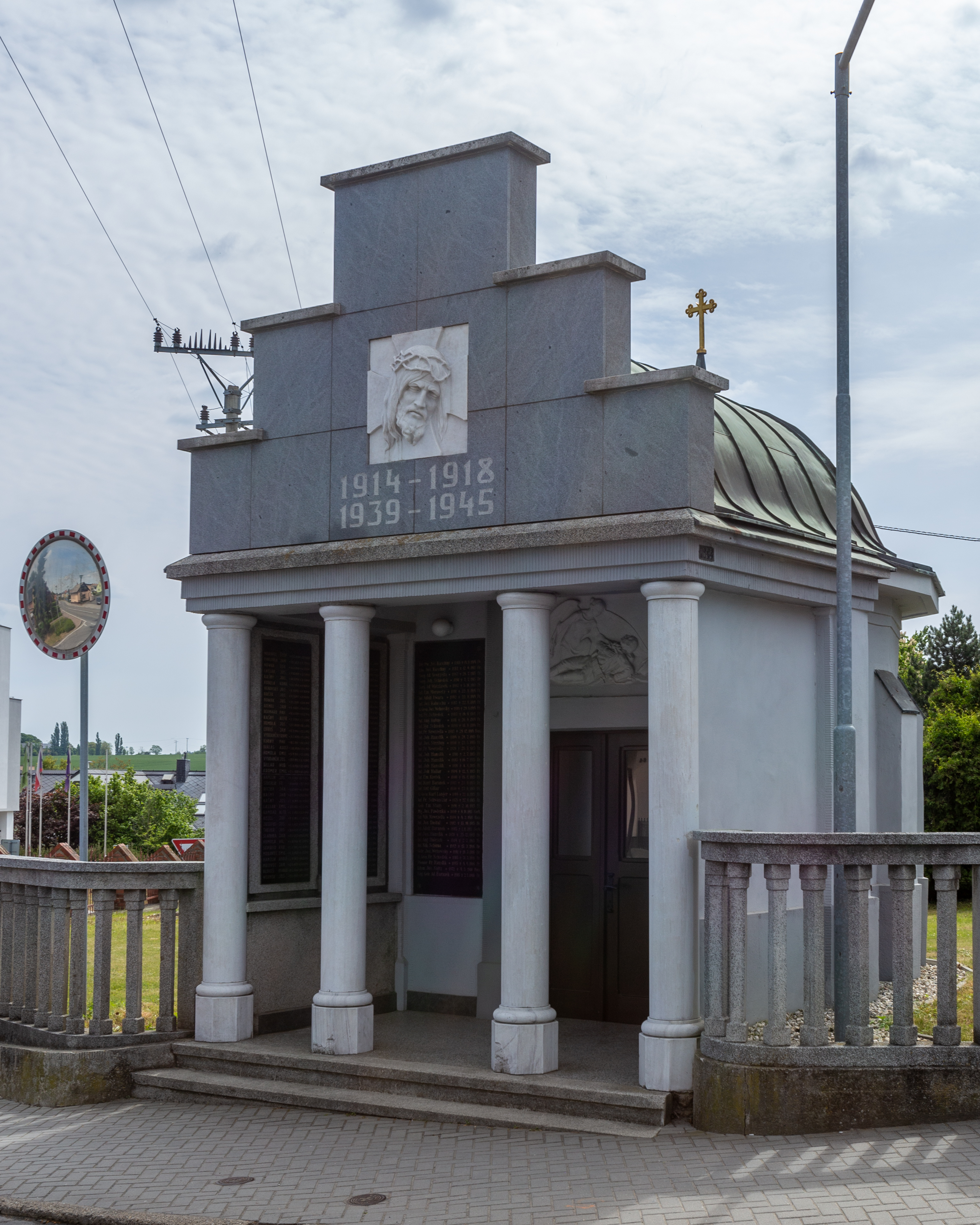
Památník padlých v 1. a 2. světové válce
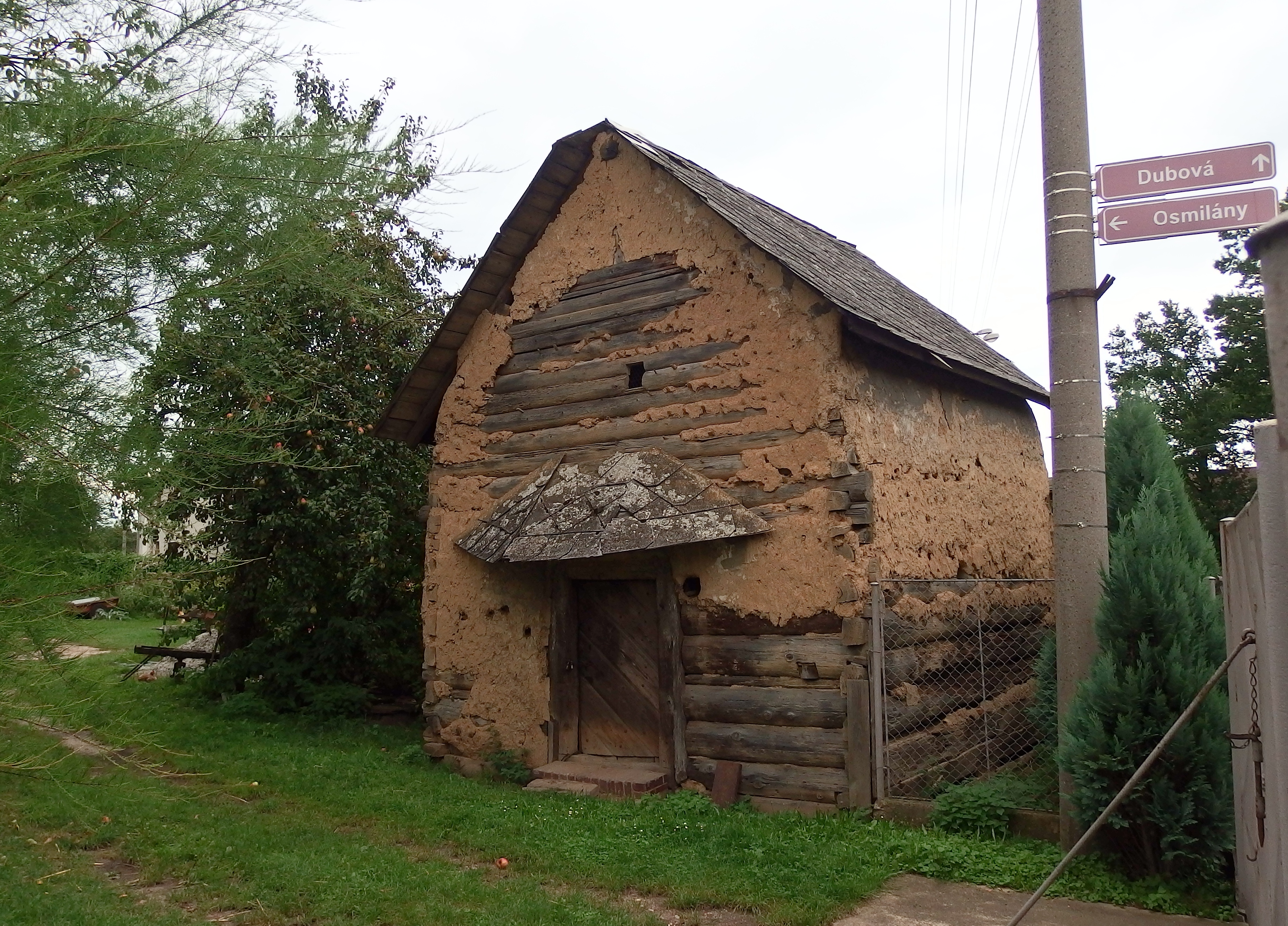
Sýpka u domu č. p. 18
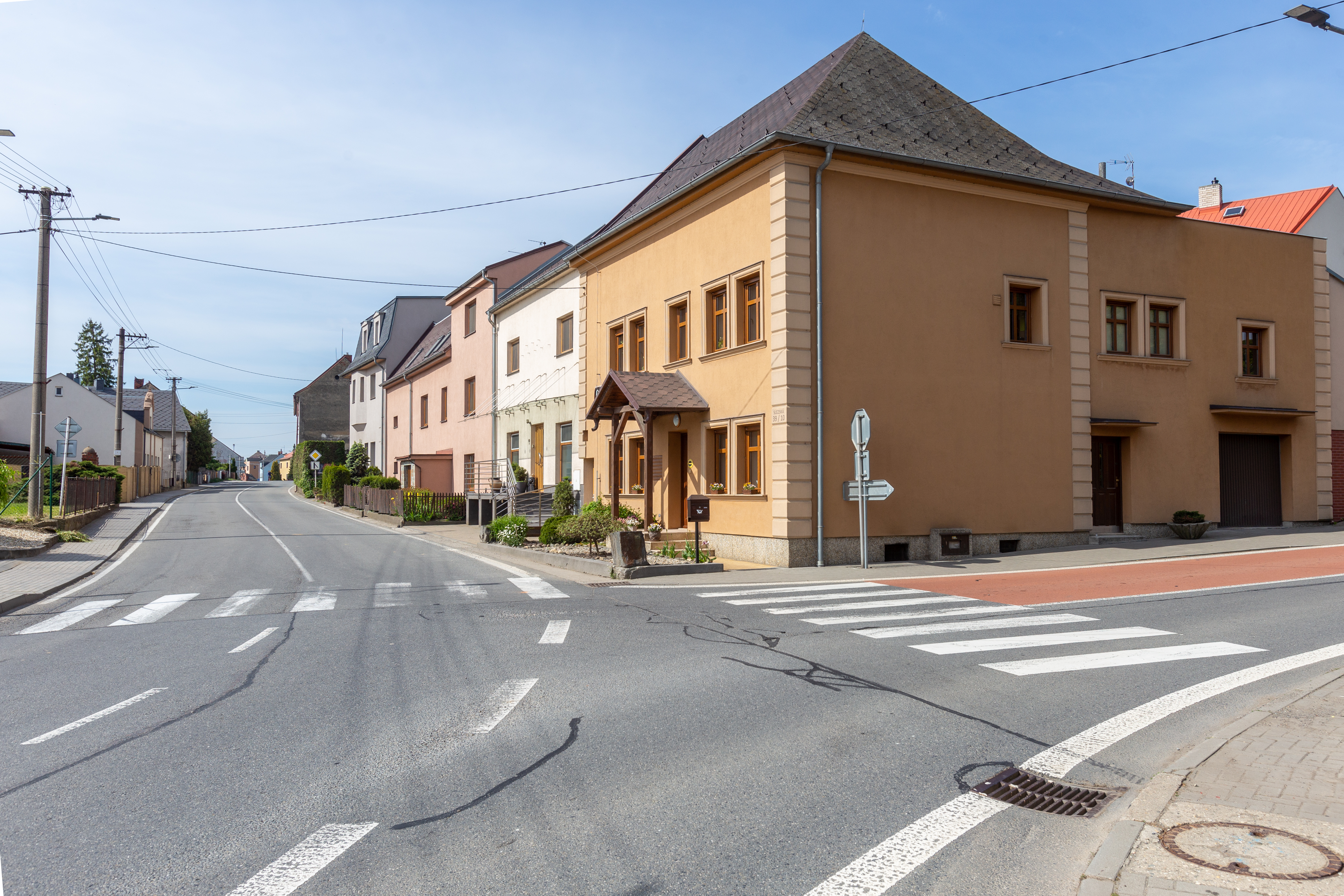
Ulice Slezská